# Pterospartum tridentatum subsp. tridentatum
Pterospartum tridentatum subsp. tridentatum é uma subespécie de planta com flor pertencente à família Fabaceae. 
A autoridade científica da subespécie é (L.) Willk, tendo sido publicada em Willk. & Lange, Prodr. Fl. Hispan. 3: 441 (1877).

## Portugal
Trata-se de uma subespécie presente no território português, nomeadamente em Portugal Continental.
Em termos de naturalidade é endémica da Península Ibérica.

## Protecção
Não se encontra protegida por legislação portuguesa ou da Comunidade Europeia.